# Jämshög
Jämshög is een plaats in de gemeente Olofström in het landschap Blekinge en de provincie Blekinge län in Zweden. De plaats heeft 1543 inwoners (2005) en een oppervlakte van 163 hectare.

## Verkeer en vervoer
Bij de plaats lopen de Riksväg 15, Länsväg 116 en Länsväg 121.

## Geboren
- Harry Martinson (1904-1978), schrijver en Nobelprijswinnaar (1974)

Olofström · Jämshög · Kyrkhult · Vilshult · Gränum · Biskopmåla en deel van Hemmingsmåla · Hemsjö